# Phthona leptoptera
Phthona leptoptera är en tvåvingeart som först beskrevs av Maa 1963.  Phthona leptoptera ingår i släktet Phthona och familjen lusflugor. Inga underarter finns listade i Catalogue of Life.